# Harwell computer
Harwell computer (англ. Wolverhampton Instrument for Teaching Computing from Harwell, Вулверхэмптонский инструмент для обучения вычислениям из Харуэлла), позже известный как WITCH — ранний британский компьютер, основанный на реле. В 2012 году был отреставрирован в Национальном музее вычислительной техники, где представлен как «старейший функциональный электронный компьютер с хранимой программой».

## Конструкция и эксплуатация
Компьютер разрабатывался и эксплуатировался в Исследовательском институте атомной энергетики (AERE) в Харуэлле, Оксфорд. Разработка началась в 1949 году, а первую задачу машина выполнила в апреле 1951-го. Она находилась в эксплуатации с мая 1952 по 1957 год.
Энергозависимая память построена на декатронах. Для ввода и хранения программ используется перфолента. Вывод осуществляется на телетайп или перфоленту. В начальной конструкции внутренняя память состояла из двадцати 8-разрядных десятичных регистра, которая потом была расширена до 40 регистров. Элементную базу машины, так же легко встретить на Британских телефонных станциях.
Harwell computer считается полноценным компьютером с хранимой программой. Но он обладал очень низкой вычислительной мощностью. Например, умножение выполнялось за 5 — 10 секунд, что очень медленно для электронного компьютера.
Cooke Yarborough писал о своей конструкции в 1953 году: «Представьте компьютер, способный только своим существованием доказать, что он способен работать без внешнего вмешательство долгий период времени, и большую часть выделенного времени использовать для полезных вычислений». Конструкция отличается своей надежностью. Например с мая 1952 года по февраль 1953-го он работал без перебоев по 80 часов в неделю. Доктор Джек Хоулетт, директор компьютерной лаборатории AERE в 1948—1951 годах, сказал, что рекордом бесперебойной работы можно считать случай, когда инженеры оставили его на 10 дней рождественских праздников с милями перфоленты, и когда инженеры вернулись, он продолжал работать. Надежность машины, в отличие от производительности, была её основным достоинством. Человек (работающий с арифмометром) может осуществлять вычисления примерно с такой же производительностью, как и Harwell computer, но не способен осуществлять их непрерывно такой же большой период времени.

## Поздняя эксплуатация, переименование, снятие с эксплуатации
В 1957 году в оксфордском Институте математики прошли соревнования на лучшее предложение по дальнейшему использованию машины, и победивший в них колледж получил её в качестве приза. В соревнования победил Вулверхэмптонский и Стаффордшировский Технологический Колледж (сейчас Вулверхэмптонский университет), где машина использовалась для обучения до 1973 года. Компьютер был переименован в WITCH (Wolverhampton Instrument for Teaching Computing from Harwell).
WITCH был передан в Музей науки и промышленности в Бирмингеме в 1973 году. Музей закрылся в 1997 году, и компьютер был передан в коллекцию Бирмингемского городского объединения музеев.

## Реставрация
В сентябре 2009 года машина была взята Национальным музеем вычислительной техники в Блетчли-парк, где началась работа по реставрации в рамках проекта Общества сохранения компьютеров. В 2012 году реставрация была успешно завершена.